# آنکارامنا (آمبالاوائو)
آنکارامنا (به لاتین: Ankaramena) یک منطقهٔ مسکونی در ماداگاسکار است که در ناحیه آمبالاوائو واقع شده‌است. آنکارامنا ۷٬۰۰۰ نفر جمعیت دارد و ۹۰۵ متر بالاتر از سطح دریا واقع شده‌است.